# Cethosia pallaurea
Cethosia pallaurea är en fjärilsart som beskrevs av Hagen 1898. Cethosia pallaurea ingår i släktet Cethosia och familjen praktfjärilar. Inga underarter finns listade i Catalogue of Life.